# No Stranger
No Stranger è il decimo album in studio della cantante statunitense Natalie Grant, pubblicato nel 2020.

## Tracce
1. Face to Face (Bernie Herms, Natalie Grant, Paul Duncan)
2. My Weapon (Andrew Bergthold, Benji Cowart, Ryan Ellis, Jonathan Jay, Grant)
3. Do it Through Me (Herms, Grant, Duncan)
4. Praise You in This Storm (Herms, Mark Hall)
5. Who Else (Grant, Sam Mizell, Becca Mizell)
6. Isn't He (This Jesus) (Grant, Seth Mosley, Mia Fieldes, Andrew Holt)
7. Even Louder (with Steven Malcolm & Mr. TalkBox) (William Reeves, Tony Brown, Steven Malcolm, Matt Armstrong, Leeland Mooring, Kenneth Mackenzie, Joseph Prielozny, Jay, Benji Cowart)
8. No Stranger (Herms, Grant, Duncan)
9. Presence of the King (featuring Fleurie) (Herms, Grant, Fleurie, Jonas Myrin, Matt Redman)
10. My Weapon (Sacred Version) (Bergthold, Cowart, Ellis, Jay, Grant)
11. Amen (So it Be) (Herms)